# 컴퓨팅 문서 색인
참고 항목: 프로그래머의 목록, 컴퓨팅 인물의 목록, 컴퓨터 과학자의 목록, 기본 컴퓨터 과학 주제의 목록, 알고리즘 및 데이터 구조 관련 용어 목록.
컴퓨팅의 주제는 다음을 포함한다:
바로가기:
ㄱ
ㄴ
ㄷ
ㄹ
ㅁ
ㅂ
ㅅ
ㅇ
ㅈ
ㅊ
ㅋ
ㅌ
ㅍ
ㅎ

## 0-9
1.TR.6 -
10base2 -
10base5 -
10baseT -
120 리셋 -
16550 UART -
16비트 -
16비트 -
1세대 언어 -
2.PAK -
20-GATE -
20-GATE -
28비트 -
2B1D -
2B1Q -
2B1Q -
2세대 프로그래밍 언어 -
2D -
320xx 마이크로프로세서 -
320xx -
32비트 -
32비트 -
386BSD -
3DO -
3Station -
3GL -
3세대 언어 -
3차원 컴퓨터 그래픽스 -
431A -
473L 시스템 -
486SX -
4NF -
4세대 프로그래밍 언어 -
51-FORTH -
56 kbit/s 라인 -
5ESS 스위치 -
5NF -
5th Glove -
6.001 -
64비트 -
680x0 -
6x86 -
8.3 파일 이름 -
82430FX -
82430HX -
8514 (디스플레이 표준) -
8514-A -
88open -
8N1 -
8비트 클린 -
90-90 Rule -
9PAC

## A
ABC ALGOL -
ABLE -
ABSET -
ABSYS -
AIM alliance -
AOL -
APL -
ASP.NET -
AWK -
Acceptance, Test Or Launch Language -
Accessible Computing -
Addressing mode -
AltiVec -
AmigaE -
Apple II -
AutoLISP -

## B
B -
BCPL -
BLISS -
BSD -
4.2BSD -
Basic Rate Interface (2B+D)--
BeOS -
Binary Synchronous Transmission -
Binary symmetric channel -
Btrieve -
Burrows-Abadi-Needham logic -
Business Computing -

## C
C -
C# -
C++ -
CD-ROM -
CIH 바이러스 -
COMAL -
COMMAND.COM -
CORAL66 -
CP/M -
CPL -
CUPS -
CYK 알고리즘 -
Canonical LR parser -
Cat (유닉스) -
Comm -
Context-sensitive language -
Ventura Publisher -
Cryptanalysis -

## D
D -
DIBOL -
DVD -
DVI (TeX) -
Dialer -
Diff -
Direct manipulation interface -
Distance field -
Distance map -
Distance transform -
Dylan -

## E
ECMA스크립트 (JavaScript) -
ES EVM -
EVD (EVD) -
Entscheidungsproblem -
Equality (relational operator) -

## F
Federated Naming Service -

## G
G.hn -
GEM -
GNU bison -
GNU -
General Algebraic Modeling System -
Greibach normal form -

## H
HD-DVD
HTTP 404 -

## I
IA-32 -
IA-64 -
AIX -
IBM PC -
RPG -
IBM 시스템 R -
IBM 제품 목록 -
IBM -
iDVD -
IEEE 1394 -
IEEE 754 -
IEEE 802.12 -
IEEE 802.12 -
IEEE 802.2 -
IEEE 802.3 -
Inform -
Intel 80486SX -
Intel 8048 -
Interactive computation -
iResQ -

## J
J -
JPEG -
KDE -
KRYPTON -

## K
Kid -
Klez -

## L
LALR -
LL 파서 -
LR 파서 -
LaTeX -
Lasso -
Lex -
Lynx 언어 -

## M
m4 -
MAD -
ML -
MMX (명령어 집합) -
MOO -
MOS 6502 -
MOS 6502 -
MOS 테크놀로지스 650x -
MOS 테크놀로지스 6510 -
MPEG -
MS-DOS -
MUMPS
MacOS 서버 -
macOS -
Mealy machine -
Modula -

## N
NeXT -
NetBSD -
Netlib -
Nial -
Ninety-Ninety Rule -
Var'aq -
Nondeterministic finite automaton

## O
OCaml -
occam -
OpenBSD -
OpenVMS -
Operating system advocacy -

## P
P2P -
PA-RISC -
PDF (PDF) -
PHP -
PILOT -
PL/I -
PSPACE-완전 -
Parallax Propeller -
Poplog -
Poser -
G5 -
G4 -
Prefix grammar -
Primitive recursive function -

## Q
QWERTY 자판 -

## R
RCA 1802 -
REBOL -
Decidable set -
REXX -
RFC -
RS/6000 -
Rascal -
Ratfor -
Recursive set -
Retrocomputing -

## S
S/SL -
SAIL -
SCSI -
SETL -
SIMD -
SLR 파서 -
SMIL (컴퓨터) -
SNOBOL -
SONET -
SPARC -
SPITBOL -
SQL 슬래머 -
SQL -
SR -
SYSKEY -
Sed (유틸리티) -
Sircam -
Space-cadet keyboard -
Stale pointer bug -
Standard ML (SML)
SyQuest Technology -
Syntactic sugar -

## T
TADS -
Trac -
Tcl -
TeX -
teco -
TPU -
K&R -
Tk -
Trin II -
Trin VX -

## U
USB -
UnLambda -
Unreachable memory -

## V
VAX -
VB스크립트 -

## W
"ware"로 끝나는 컴퓨팅 용어 목록 -
-ware -
WDC 65816 -
WDC 65C02 -

## X
X 윈도 시스템 -
X86 -
X86 -
X86 -
X86 -
X-Mouse -
XScale -

## Y
YaST -
Yacc -
Yet Another -
Yorick -

## Z
Z 노테이션 -
Z 셸 -
ZX 스펙트럼
ZX80 -
ZX81 -

## ㄱ
가상 메모리 -
가정용 컴퓨터 -
개인용 컴퓨터 -
객체 -
결정적 유한 오토마타 -
계산 가능성 이론 -
계산 복잡도 이론 -
고디바 -
고속 이더넷 -
고속 이더넷 -
고속 이더넷 -
고정 기억 장치 (ROM) -
골뱅이표 -
구문 분석 (language) -
구문 분석 (technique) -
구조적 프로그래밍 -
국제 전기 표준 회의 -
그래프 색칠 -
그래픽 사용자 인터페이스 -
그래픽 사용자 인터페이스의 역사 -
그래픽 장치 인터페이스 -
기술법 -
기호계산 -

## ㄴ
넷스케이프 내비게이터 -
논리형 프로그래밍 -
누텔라 -
니블 -

## ㄷ
다중 처리 -
다층 구조 -
Fragmentation -
.NET -
대칭형 다중 처리 -
데스크톱 환경 -
데이터 압축 -
데이터베이스 정규화 -
도메인 사냥꾼 -
되부름 하향 구문 분석 -
드보락 자판 -
들여쓰기 방식 -
들여쓰기 방식 -
디스크 드라이브 -
디지털 비주얼 인터페이스 -
디지털 신호 처리 -
DEC (디지털 이큅먼트 코퍼레이션) -
디지털 카메라 -
Deep Blue -

## ㄹ
람다 대수 -
RAM (random access memory) -
램 디스크 -
로고 -
로터스 1-2-3 -
루비 -
Lua -
리눅스 -
리스프 -
리트 (인터넷) -
림보 -
링크스 브라우저

## ㅁ
마이크로소프트 윈도우 -
마이크로소프트 윈도우의 역사 -
마이크로소프트 -
마이크로시퀀서 -
마이크로코드 -
마이크로코드 -
마이크로프로세서 -
매킨토시 -
맥 OS의 역사 -
머큐리 -
멀리사 웜
MMC -
멀틱스 -
메가바이트 -
메리 -
MMU -
메사 -
메인보드 -
메인프레임 -
명령 줄 인터페이스 -
명령 줄 인터페이스 -
모리스 웜 -
모바일 트린 -
모질라 -
모토로라 68000 -
모토로라 6800 -
모토로라 68020 -
모토로라 68030 -
모토로라 68040 -
모토로라 68060 -
모토로라 6809 -
모토로라 680x0 -
모토로라 68LC040 -
모토로라 88000 -
무상태 프로토콜 -
무어 머신 -
무어의 법칙 -
문맥 의존 문법 -
문맥 자유 문법 -
문서 편집기 -
미국정보교환표준부호 -
미란다 -

## ㅂ
배시 (bash)
배커스-나우르 표기법 -
베이직 오브젝트 시스템 -
베이직 -
베타 -
벡터 프로세서 -
병렬 컴퓨팅 -
복구 지향 컴퓨팅 -
본 셸 (sh)
부동소수점 장치 -
부분 정의 함수 -
부분망 -
불균일 기억 장치 접근 -
브레인퍽 -
블루 -
블루레이 디스크 -
죽음의 블루스크린 -
비디오 편집 -
비주얼 베이직 -
비주얼 폭스프로 -
비트 -
비펀지 -
빅 맥 -

## ㅅ
사이릭스 6x86 -
사파리 (웹 브라우저) -
산술 논리 장치 -
상용로그 -
서버 메시지 블록 -
서브젝트 지향 프로그래밍 -
서비스 지향 아키텍처 -
세마포어 -
셀프 (SELF) -
셰어웨어 -
셸 스크립트 -
셸코드 -
소비에트 컴퓨터 시스템 목록 -
소프트웨어 개발 프로세스 -
소프트웨어 공학 -
크래킹 (소프트웨어) -
소프트웨어 -
순차 접근 -
슈퍼컴퓨터 -
스마일리 -
스몰토크 -
스크립트 언어 -
스크립트 키디 -
스페셜리스트 컴퓨터 -
슬라이드 룰 -
시뮬라 -
시스템 관리 버스 -
시스템 프로그래밍 언어 -
심볼릭 링크 -
쓰리콤 -

## ㅇ
아미가 -
아미가 -
아이맥 -
아이무비 -
아이북 -
아이싱크 -
아이캡 -
아이콘 -
아이튠즈 -
아이팟 -
아이포토 -
아타리 -
아틀라스 오토코드 -
악성 소프트웨어 -
알고리즘 분석 -
알고리즘 -
알골 (프로그래밍 언어) -
암달의 법칙 -
크래킹 (암호) -
암호학 -
애플 -
애플스크립트 -
액센트 -
액티브 서버 페이지 -
앨런 -
어도비 콜드퓨전 -
어레이 프로그래밍 -
어셈블리어 -
어스 시뮬레이터 -
얼랭 -
에니악 -
에어포트 (애플) -
에이다 -
엔터프라이즈 자바빈즈 (EJB) -
연결 리스트 -
영상 처리 -
오베론 -
오브젝티브-C -
오페라 (웹 브라우저) -
오픈 소스 이니셔티브 -
오픈 소스 -
오픈오피스 -
옴니웹 -
운영 체제 -
운영 체제의 목록 -
운영 체제의 역사 -
워드 프로세서 -
월드 와이드 웹 -
웨스턴 디자인 센터 -
웹 브라우저 -
위지위그 -
위키 -
윈도우 1.0 -
윈도우 2000 -
윈도우 95 -
윈도우 NT -
윈도우 XP -
윈도우 미 -
유니코드 -
유니콘 -
유닉스 셸 -
유닉스 시스템 V -
유닉스 -
유클리드 호제법 -
유포리아 -
유한 상태 기계 -
이더넷 -
이진법 -
인간-컴퓨터 상호작용 -
UAT -
인스트럭션 레지스터 -
인터넷 익스플로러 -
인터넷 -
Hugo -
인터칼 -
인텔 8008 -
인텔 80186 -
인텔 80188 -
인텔 80386 -
인텔 80486 -
인텔 8051 -
인텔 8080 -
인텔 8086 -
인텔 마이크로프로세서 목록 -
인텔 칩셋 목록 -
인텔 -
일괄 처리 -
임의 접근 -

## ㅈ
자동기계 -
자바 -
자바 API -
자바 가상 머신 -
자바 플랫폼, 마이크로 에디션 -
자바 플랫폼, 스탠더드 에디션 -
자바 플랫폼, 엔터프라이즈 에디션 -
자바스크립트 -
자유 소프트웨어 운동 -
자유 소프트웨어 재단 -
자유 소프트웨어 -
자유 온라인 컴퓨팅 사전 -
자일로그 Z80 -
재귀 열거 언어 -
재귀 열거 집합 -
재귀함수 -
전사적 자원 관리 (ERP) -
전송 계층 보안 -
SSL -
전자 정보 처리 시스템 (EDP) -
전처리기 -
점근 표기법 -
정규 문법 -
정규 언어 -
정규 표현식 -
정보 기술 관리 주제 목록 -
정지 문제 -
1NF -
제2정규형 -
제3정규형 -
제어 장치 -
제어 흐름 -
주밍 사용자 인터페이스 -
중앙 처리 장치 -
지니 -

## ㅊ
직렬 회선 인터넷 프로토콜 -
참조 -
참조 투명성 -
창 관리자 -
초고밀도 집적 회로 -
촘스키 정규형 -
축소 명령어 집합 컴퓨터 -
취약점 공격 -

## ㅋ
키메라 -
캐시 -
캘린더 (응용 소프트웨어) -
컨트롤 스토어 -
컴파일러 -
컴퓨터 과학 -
컴퓨터 구조 -
컴퓨터 넘버링 포맷 -
컴퓨터 네트워크 -
컴퓨터 보안 -
컴퓨터 지원 설계 -
컴퓨터 지원 제조 -
컴퓨터 클러스터 -
컴퓨터 프로그래밍 -
컴퓨터 하드웨어 -
컴퓨터 -
컴퓨터 -
컴퓨터의 역사 -
컴퓨테이션 -
컴퓨팅 1950-1979 연표 -
컴퓨팅 1980-1989 연표 -
컴퓨팅 1990-1999 연표 -
컴퓨팅 연표 -
컴퓨팅 하드웨어 2400 BC-1949 연표 -
컴퓨팅 -
컴퓨팅의 역사 -
코드 레드 웜 -
코딩 용어 목록 -
코모도어 1541 -
코모도어 1581 -
코모도어 64 -
코볼 -
코코아 (API) -
콤팩트 디스크 -
쿼크익스프레스 -
퀵타임 -
클레이니 스타 -
킬로바이트 -

## ㅌ
탁상출판 -
투명성 (컴퓨팅) -
튜링 -
튜링 기계 -

## ㅍ
파스칼 -
파워PC -
파워북 -
파이널 컷 프로 -
파이썬 -
팬케이크 정렬 -
펄 -
펄스 부호 변조 (PCM) -
페이지 기술 언어 -
페이징 -
페이징 -
포스 -
포스트스크립트 -
포인터 -
포트란 -
폰 노이만 구조 -
푸시다운 자동 기계 -
프로그래밍 언어 목록 -
프로그래밍 언어 -
PDP -
레지스터 -
프롤로그 (프로그래밍 언어) -
프리스케일 68HC11 -
프리웨어 -
플로피 디스크 -

## ㅎ
하드 드라이브 -
하스켈 -
함수 수준 프로그래밍 -
함수형 프로그래밍 -
해커 (컴퓨터 보안) -
해커 (프로그래머 서브컬처) -
해커 (호비스트) -
해커 -
형식 언어 -
화이트스페이스 -
확장 이진화 십진법 교환 부호 -
히타치 6309 -
바로가기:
ㄱ
ㄴ
ㄷ
ㄹ
ㅁ
ㅂ
ㅅ
ㅇ
ㅈ
ㅊ
ㅋ
ㅌ
ㅍ
ㅎ